# PowerBook

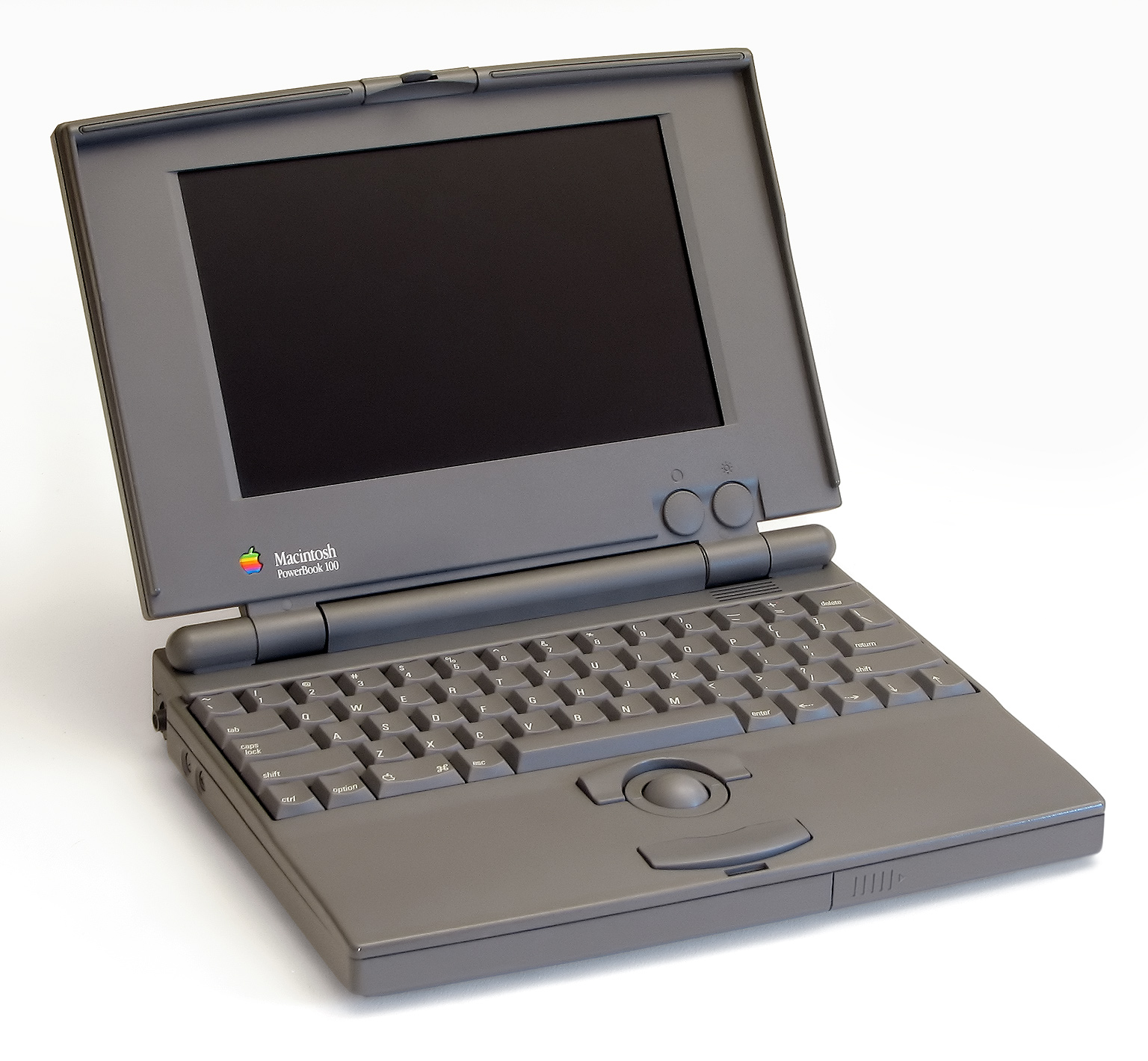
PowerBook 100

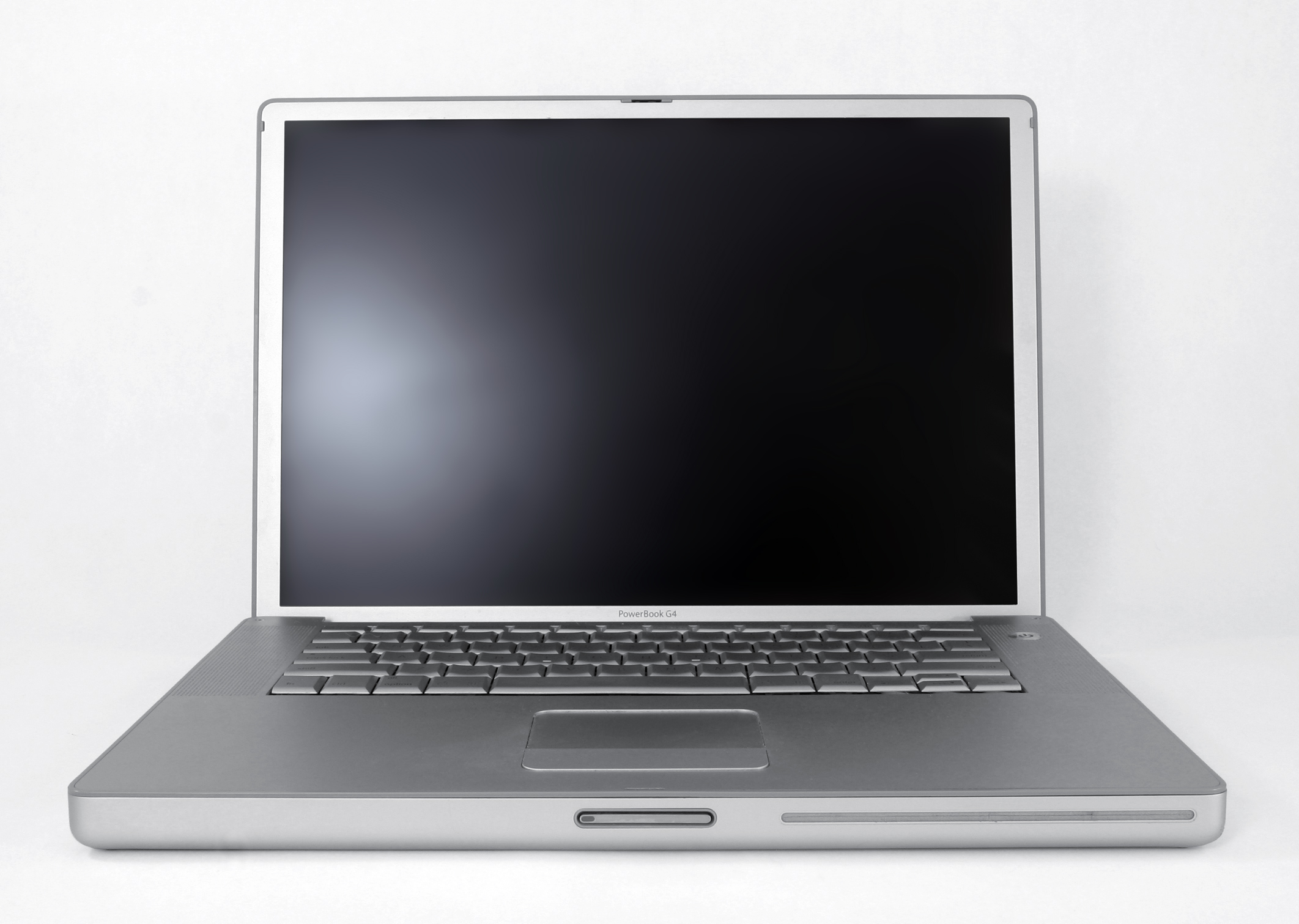
PowerBook G4 15" Alminum

PowerBook(パワーブック)はAppleが、かつて製造・販売していたノート型Macである。

## 概要
1991年に発売開始され、1995年までMC68000(68k)系統のCPUが搭載された。
初代PowerBookの3機種(100,140,170)は、標準でハードディスクを内蔵し、以後に発売されているノート型パーソナルコンピュータで一般的なキーボードの前にパームレストとトラックボール(PowerBook 500シリーズよりトラックパッド)を配したデザインの先駆けとなった。さらに、140と170は、デスクトップパソコン並みの外部インターフェースをもっており、外付けモニタとキーボード、マウスを接続すれば、デスクトップパソコンとしても利用できた。また、Duoシリーズは外部インターフェースを省略するかわりに専用のドッキングステーションDuoDockと合体することで、面倒な接続作業を経ることなくデスクトップパソコンとして利用できた。デスクトップパソコン同等の性能と使い勝手を重視する姿勢は、PowerBook G4に至るまでのPowerBookの伝統となった。
1995年からPowerBookはPowerPCに移行し、性能を大幅に向上させた。PowerBook 3400cや初代PowerBook G3は当時のデスクトップパソコンの最上位機種に匹敵する高性能マシンであった。両機種やPowerBook 1400c/1400csはホットスワップ可能な拡張ベイを1基備え、CD-ROMやフロッピードライブなどの拡張に利用された。さらにPowerBook G3（Wallstreet以降）は拡張ベイが左右に2基に増やされ、両方にバッテリを挿入すれば長時間駆動が可能になった。
長らくMacのノート型機は全てPowerBookの名がつけられていた(1999年まではPowerBookの名がつけられなかったポータブルMacはPowerBook以前に販売されていたMacintosh Portableのみであった)が、1999年にiBookシリーズが登場したことにより、PowerBookは高機能モデルに位置付けられた。2005年にPowerPCからIntel Coreへの移行に伴い、製品名称もMacBook Proへ、iBookシリーズはMacBookと移行した。
ノート型としては業界に先んじて、SCSI、トラックパッド、ワイド液晶やGigabit Ethernet、DVI、FireWire 800(IEEE 1394b)、バックライトキーボードなどを搭載してきた製品であった。
携行性が求められる日本向けとしてハードウェア開発と製造を日本IBMが行い小型軽量に特化したPowerBook 2400cも、PowerBook 3400cと同等のスペックを持っており、性能面で妥協はしていない。また、PowerBook G4 12"は2400c以降に作られたポータブルMacの中では最も小型で軽量な機種であった。MacBook ProとMacBookへの移行に伴いPowerBook G4 12"は廃止されたが、小型ノート型パソコンの血統はMacBook Airへと受け継がれている。

## 歴代PowerBook

### 680x0系搭載のPowerBook
PowerBook Duoシリーズと1994年以降発売されたPowerBook(150を除く)に対して、PowerPC 603eへのアップグレードサービスが実施された。

#### Macintosh PowerBook 100シリーズ
- Macintosh PowerBook 100 - 1991年10月発表 (Sapporo, Asahi) SONYが開発・製造に関与したMade in Japanモデル[3]。CPUは68HC000(16MHz)を搭載。他のPowerBook 1x0シリーズより小型でFDDを内蔵せず、専用のインターフェイスを用いて接続する。バッテリには鉛蓄電池、＋のミリネジを採用していた。同時発表のPowerBook 140, 170より一回り小さな2点支持のトラックボールを採用している為、操作性に劣る。
- Macintosh PowerBook 140 - 1991年10月発表　CPUは68030(16MHz)、FPUなし。
- Macintosh PowerBook 170 * 1991年10月発表　PowerBook初のモノクロTFT液晶を搭載。CPU/FPUは68030/68882(25MHz)。1992年度JLPGAチャンピオンシップ特別協賛記念として、イタリアンカラー(赤・黄・緑・青・白)のJLPGA Special Editionが500台限定で発売された(キーボードとトラックボール部はノーマルのグレー)。
- Macintosh PowerBook 160 - 1992年10月発表　CPUは68030(25MHz)、FPUなし、4bitグレースケールSTN液晶。
- Macintosh PowerBook 180 - 1992年10月発表　CPU/FPUは68030/68882(33MHz)、4bitグレースケールTFT液晶。
- Macintosh PowerBook 165c - 1993年2月発表　PowerBook初のSTNカラー液晶を搭載。初めてのカラー化。
- Macintosh PowerBook 180c - 1993年6月発表　PowerBook初のTFTカラー液晶を搭載。だが､そのLCDは8.4インチと小さく4096色中256色表示であった。
- Macintosh PowerBook 145B - 1993年８月発表
- Macintosh PowerBook 150 - 1994年５月発表 (Jedi) 68030(33MHz)搭載。IDEのHDDを採用。ポート類を削って(電源ジャックとSCSI、シリアル(プリンタ)ポートが残された)コストダウンしている(モデムの内蔵は可能)。ポート部の蓋すらない。ADBポートがなく、マウスが接続できない。グレー4階調のSTN液晶[4]。

#### Macintosh PowerBook Duoシリーズ

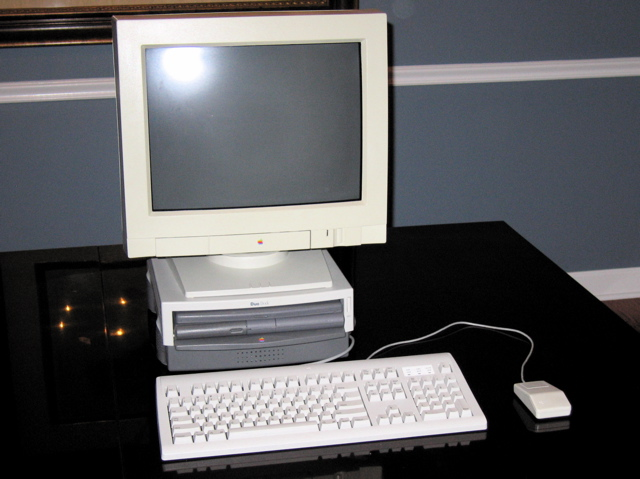
DuoDockにドッキングさせた状態のPowerBook

Duoシリーズは標準でほとんどのI/OポートやFDDを内蔵しない代わり、I/OポートとVRAMを積んだDuo MiniDockやDuoDockで畳んだ状態でドッキングさせてデスクトップ型Macintoshとなることができた。DuoDockには標準でFDDを内蔵しておりFPUも搭載可能で（ただし280/280cの場合、搭載する68LC040が外部FPUをサポートしないためドッキングさせてもFPUは追加されない）内蔵3.5インチHDDも積むことができた。またNuBusスロットを搭載していた為NuBusグラフィックスカードを搭載する事でより高解像度で画像表示させることが可能だった。またキーボードのパーツは、初期Duo 210と230に搭載されたType-Aから剛性が改善されDuo 280と280cに搭載されたTyppe-Eまでの互換性がある5種類が存在する。
- Macintosh PowerBook Duo 210 - 1992年10月発表。CPU 68030/25MHz
- Macintosh PowerBook Duo 230 - 1992年10月発表。Duo 210とはCPUのクロックのみ異なる(33MHz)上位機種であった。
- Macintosh PowerBook Duo 250 - 1993年10月発表 9.1" TFTグレー16諧調液晶搭載。
- Macintosh PowerBook Duo 270c - 1993年10月発表 8.4" TFTカラー液晶(4096色中256色同時表示)を搭載。
- Macintosh PowerBook Duo 280 - 1994年5月発表 Duo 250のCPUを68LC040/33MHzに変更したモデル。
- Macintosh PowerBook Duo 280c - 1994年5月発表 Duo 270cのCPUを68LC040/33MHzに変更したモデル。

#### Macintosh PowerBook 500シリーズ
- Macintosh PowerBook 520, 520c - 1994年5月発表 (Blackbird LC)　68LC040/25MHz搭載。それまでの直線主体のデザインとは異なり、曲線主体で構成された新たな筐体が採用された。また、ポインティングデバイスとしてノート型で初めてトラックパッドが採用された。CPUドーターカードが交換出来る構造になっており、AppleとNewer TechnologyよりPowerPC 603eを搭載したプロセッサカードアップグレードが発売された。16bitロジックバス[6]であった為、68LC040やPowerPC 603e等の32bit CPUの能力を充分に活かすことは出来なかった。
- Macintosh PowerBook 540, 540c - 1994年5月発表 (Blackbird)
- Macintosh PowerBook 550c - 1995年5月発表 (Blackbird) 68040/33MHz搭載。10.4インチのTFTカラー液晶を搭載し、筐体色が黒い日本限定モデル[7]。

#### Macintosh PowerBook 190, 190cs
1995年8月発表 (Omega) 68LC040/33MHz搭載。PowerBook 5300シリーズの廉価版で、同様にOSのアップデートを含めた無償交換サービス(リワークプログラム)が行われた。

### PowerPC搭載のPowerBook
- Macintosh PowerBook 5300, 5300cs, 5300c - 1995年8月発表 (M2) PowerPCを搭載した初のPowerBook。ごく初期ロットで採用されていたリチウムイオンバッテリの発火事故によるニッケル水素バッテリへの変更、液晶部分のヒンジの亀裂、AC電源コネクタの破損、等筐体設計に起因するトラブルとOSのバグによる問題が頻発し、OSのアップデートを含めた無償交換サービス(リワークプログラム)が行われた[8]。
- Macintosh PowerBook Duo 2300c - 1995年8月発表 (AJ) それまでのPowerBook Duoシリーズとほぼ同じ仕様だが、PowerPCを搭載し、トラックパッドを採用。最後のDuoシリーズとなった。
- Macintosh PowerBook 1400c/cs - 1996年10月発表 (Epic)PowerBookで初めてCD-ROMドライブを搭載。BookCoverコンセプトを採用し、プリント紙をはさんで着せ替えを楽しむことができた[9]。入門機種ながらキータッチが良く、CPUを交換できG3化も可能[10]であった。
- Macintosh PowerBook 3400c - 1997年2月発表 (Hooper)[11] - PowerBookで初めてPCIバスと10BASE-Tを採用。ノートパソコンの中では卓越した性能を誇った。
- Macintosh  PowerBook 2400c/180 - 1997年5月発表 (Comet)
  - Macintosh PowerBook 2400c/240 - 1998年4月発表 (Mighty Cat)

### PowerBook G3
- Macintosh PowerBook G3 - 1997年11月発表(Kanga) PowerBook 3400cベース[12]
- Macintosh PowerBook G3 Series - 1998年5月発表(Main Street, Wall Street)
- Macintosh PowerBook G3 Series (rev. 2) - 1998年8月発表(PDQ) 全モデル14インチTFT液晶画面採用
- Macintosh PowerBook G3 (Bronze Keyboard) - 1999年5月発表(Lombard)　USB初採用[13]
- PowerBook (FireWire)[14] - 2000年2月発表(Pismo)  機種名からMacintoshもG3も削除された。FireWire初採用

### PowerBook G4
- PowerBook G4 - 2001年1月発表(Mercury) - チタニウム製ボディを採用(略称「Ti」)。PowerBook初の金属製ボディ。フレームにはカーボンファイバーを使用し、素材感をアピール。これまでのPowerBookとは異なる直線的なデザインとなった。
- PowerBook G4 (Gigabit Ethernet) - 2001年10月発表 (Onyx)
- PowerBook G4 (DVI) - 2002年4月発表 (Ivory)
- PowerBook G4 (1GHz/867 MHz) - 2002年11月発表 (Antimony) - Mac OS 9で起動が可能なPowerBookの最終モデル。
- PowerBook G4 (12.1" 867MHz) - 2003年1月発表(Thresher) - アルミニウム製ボディを採用(略称「Al」)。PCカードスロットを持たず、拡張はUSB1.1x2とFireWire 400のみ。以降のAl全モデルでBluetooth 1.1を内蔵し、Apple Wireless Mouse等の利用が可能。以降のPowerBookではMac OS Xでの起動のみに対応。
- PowerBook G4 (17" 1GHz) - 2003年1月発表(Hammerhead)- 現行機種のMacBook Proに続く平面的なデザインのアルミニウム製ボディを採用。12.1"ではオプションのAirMac Extremeを標準装備。Gigabit Ethernet、PCカードスロット、そして世界初のバックライトキーボードを備える。
- PowerBook G4 (12.1" DVI) - 2003年9月発表
- PowerBook G4 (15" FireWire 800) - 2003年9月発表
- PowerBook G4 (17" 1.33 GHz) - 2003年9月発表
- PowerBook G4 (12.1" 1.33GHz) - 2004年4月発表
- PowerBook G4 (15" 1.33/1.5GHz) - 2004年4月発表
- PowerBook G4 (17" 1.5 GHz) - 2004年4月発表
- PowerBook G4 (12.1" 1.5 GHz) - 2005年1月発表
- PowerBook G4 (15" 1.5 /1.67 GHz) - 2005年1月発表
- PowerBook G4 (17" 1.67 GHz) - 2005年1月発表
- PowerBook G4 15-inch (Double Layer Super Drive) - 2005年10月発表
- PowerBook G4 17-inch (Double Layer Super Drive) - 2005年10月発表

## 自主回収・無償交換
PowerBook G3シリーズ向けのMacintosh PowerBook 45W AC AdapterのModel No.M4402には、加熱問題があり、無償交換が実施されている。

PowerBook G4の一部モデルのバッテリに不具合があり、無償交換が行われている。

## 写真集

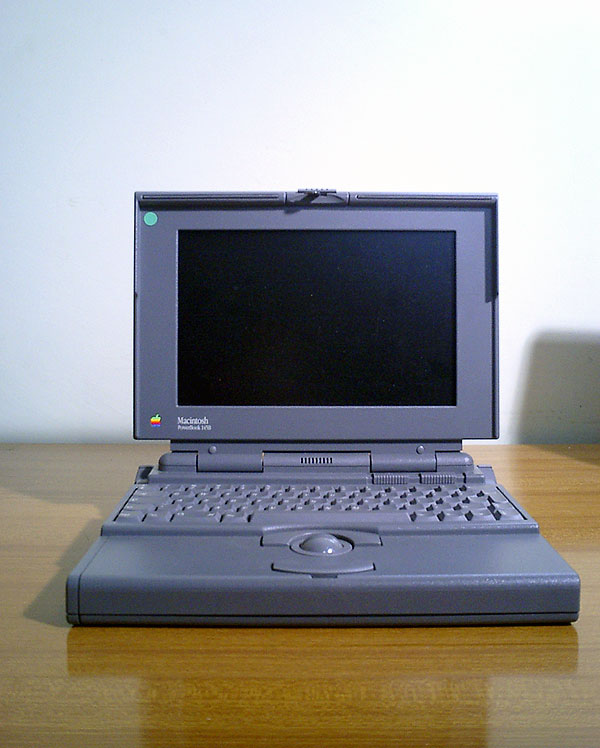
PowerBook 145B
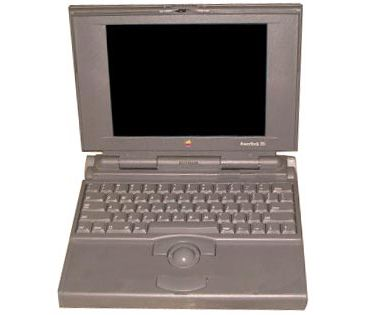
PowerBook 150
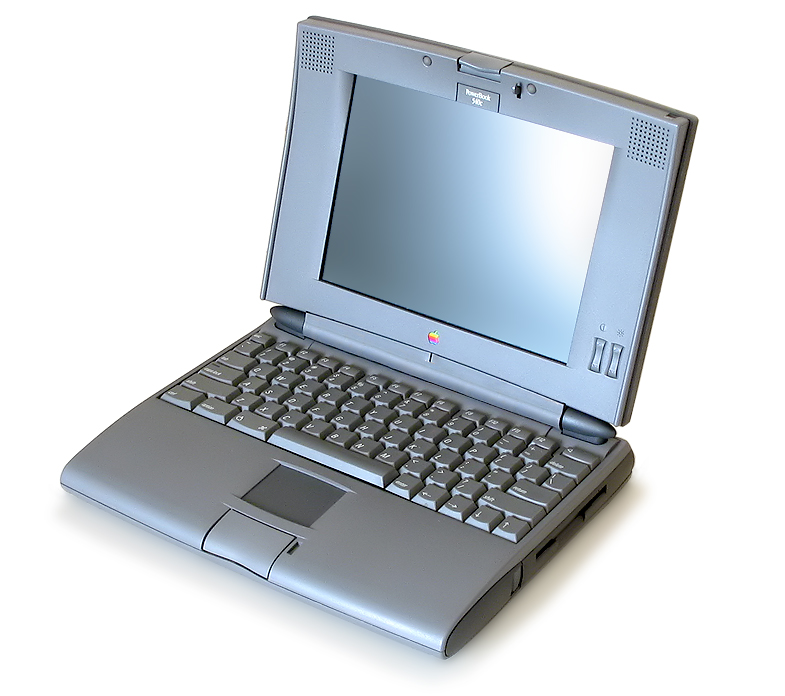
PowerBook 540c
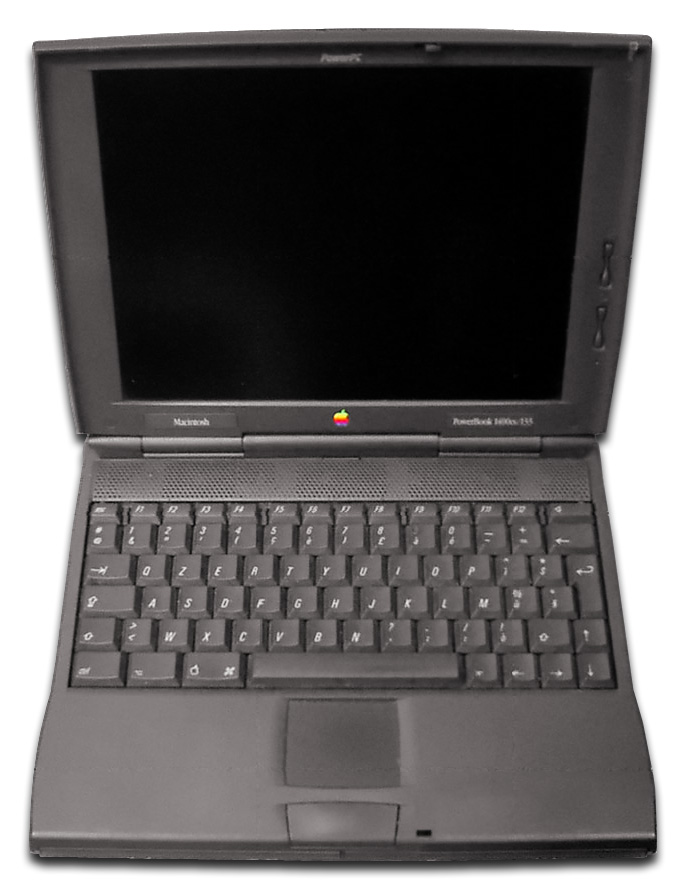
PowerBook 1400cs
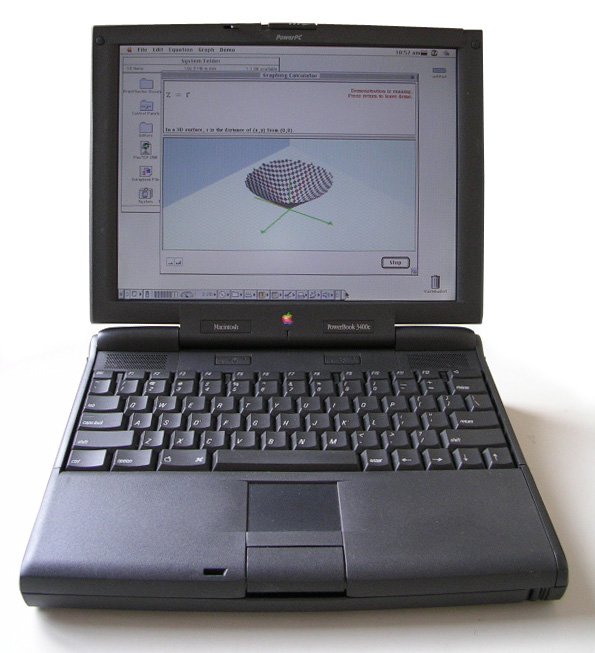
Powerbook 3400
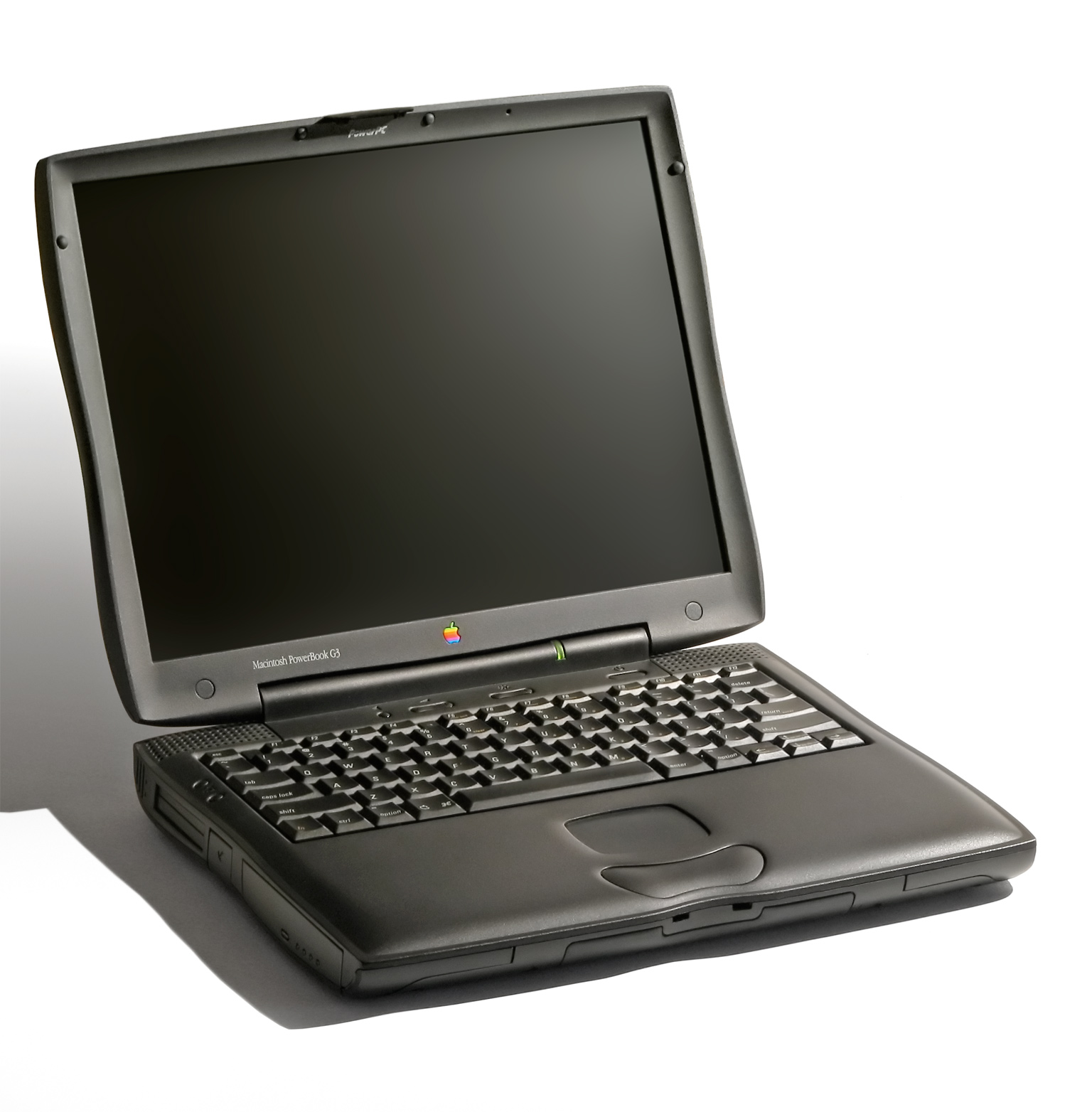
PowerBook G3 (Wall Street)
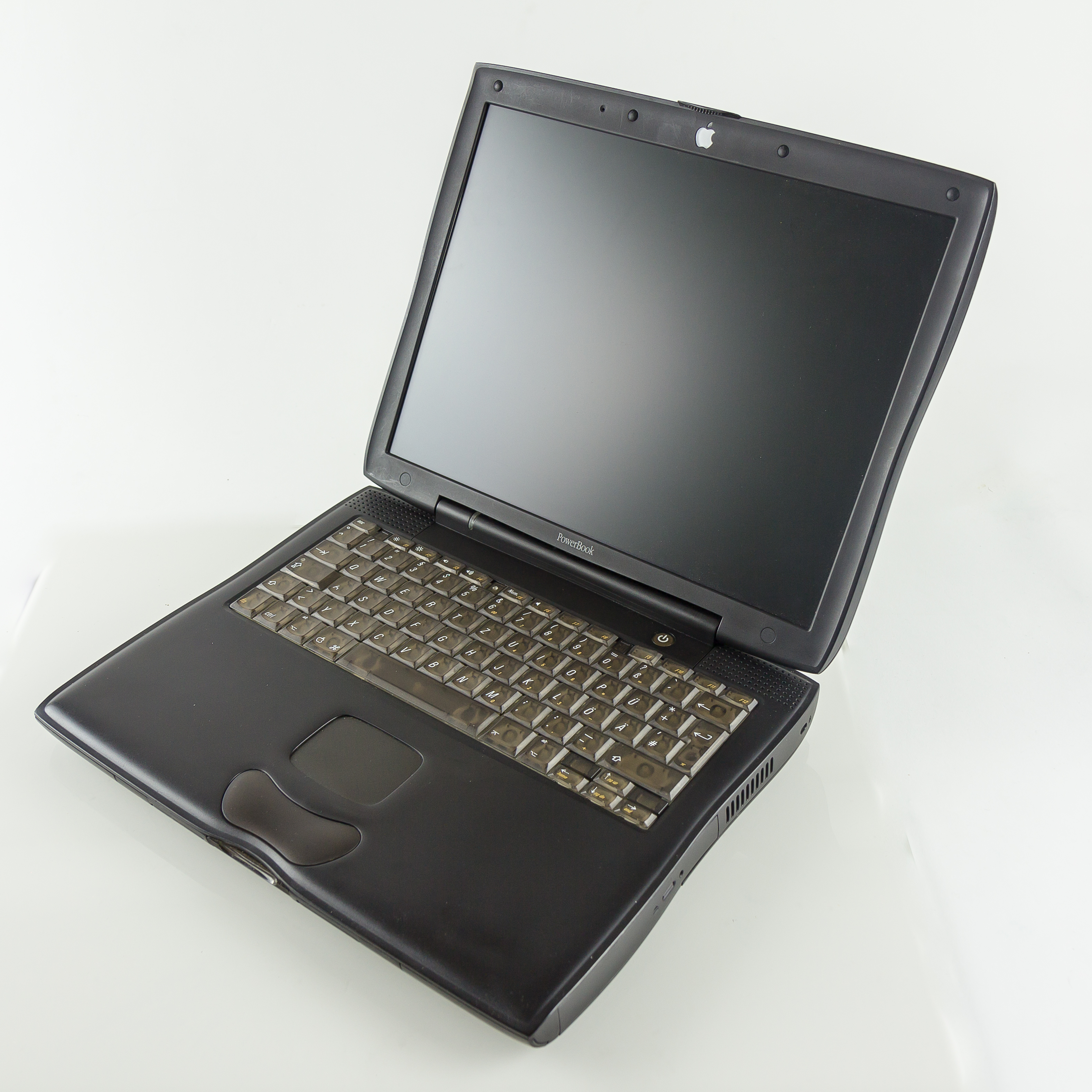
PowerBook G3 (Pismo)
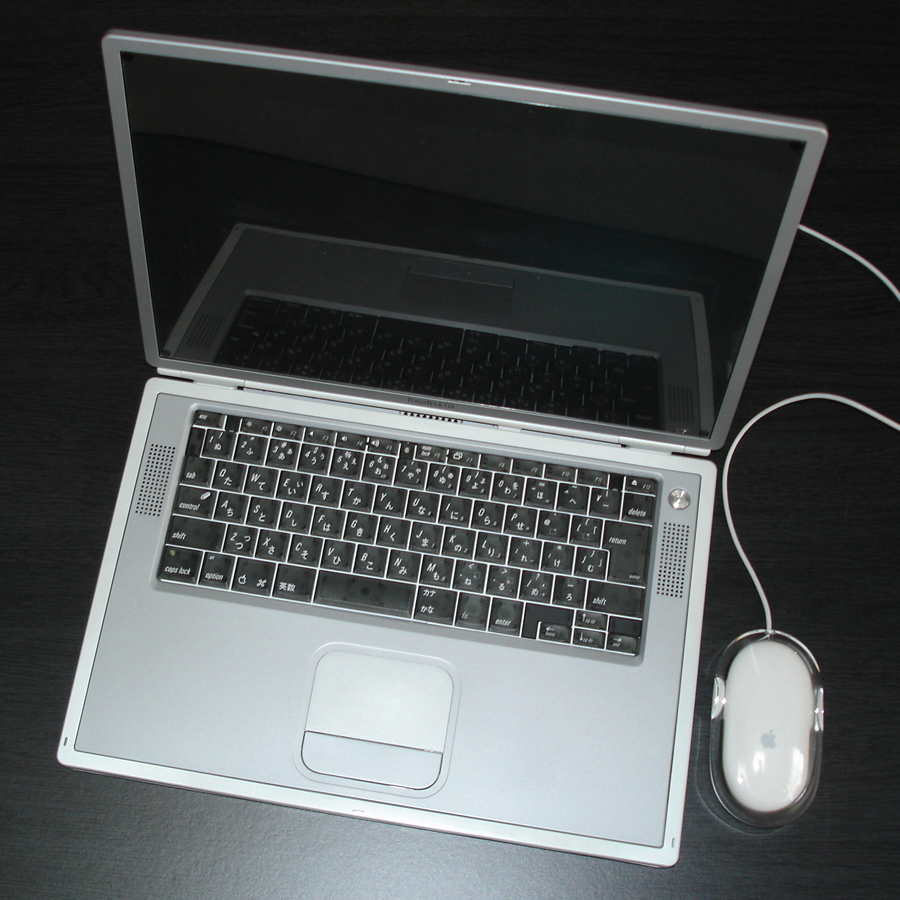
PowerBook G4 15" Titanium
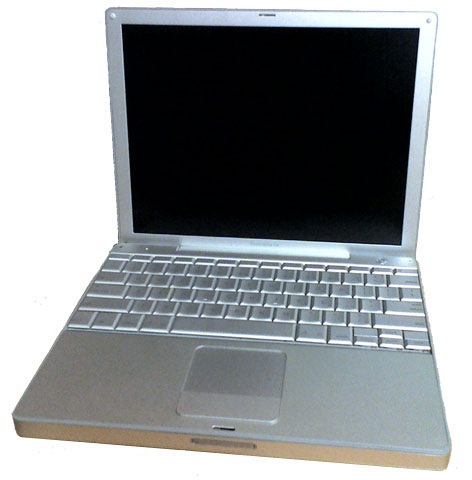
PowerBook G4 12.1" Aluminum